# Aphanobius longithorax
Aphanobius longithorax là một loài bọ cánh cứng trong họ Elateridae. Loài này được Wiedeman miêu tả khoa học năm 1823.